# 桑索尔
桑索尔（西班牙語：Sansol）是西班牙纳瓦拉的一个市镇。总面积14平方公里，总人口109人（2001年），人口密度8人/平方公里。